# Pueblo yagnobi

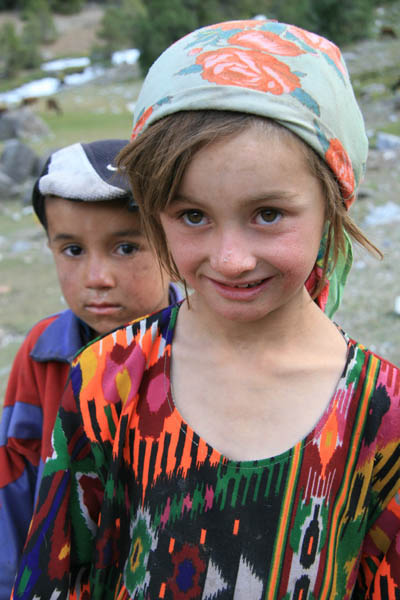
Niños yagnobi.

El pueblo yaghnobi (yagnobi: yaγnōbīt; en tayiko: яғнобиҳо, yağnobiho/jaƣnoʙiho) es una minoría étnica de Tayikistán. Habitan en la provincia de Sughd de Tayikistán en los valles de los ríos Yagnob, Qul y Varzob. Los yagnobis son considerados descendientes de los pueblos de habla sogdiana, que son los más inusuales en Asia Central más allá del río Amu Darya en lo que fue la antigua Sogdiana.
Hablan el idioma yagnobi, un idioma iranio oriental vivo (los otros miembros vivas son el pastún, el osetio y las lenguas pamir). El yagnobi se habla en el valle superior del río Yaghnob en la zona del Río Zeravshan de Tayikistán por los yagnobi. Se considera que es un descendiente directo del  idioma sogdiano y con frecuencia ha sido llamado neo-sogdiano en la literatura académica.

Los datos del censo de 1926 y 1939 ofrecen una cantidad de hablantes del idioma yagnobi deaproximadamente 1800. En 1955, M. Bogolyubov calculó que el número de hablantes nativos de yaghnobi era de más de 2000. En 1972, A. Khromov estimó en 1509 los hablantes nativos en el valle de Yaghnob y alrededor de 900 en otros lugares. La cantidad estimada de personas yagnobi es de aproximadamente 25.000.

## Historia
Sus ocupaciones tradicionales eran la agricultura, el cultivo de productos como la cebada, el trigo y las legumbres, así como la cría de ganado, bueyes y asnos. Hubo artesanías tradicionales, incluido el tejido, que fue realizado principalmente por los hombres. Las mujeres trabajaban en moldear vajilla de loza.
Los yagnobis cuyos antepasados fueron los sogdianos, un pueblo dominante en el territorio hasta las conquistas musulmanas en el siglo VIII cuando Sogdiana fue derrotóada. En ese período, los yagnobis se establecieron en los valles altos. El pueblo yagnobi es musulmán sunita, y algunos elementos de la religión preislámica (probablemente, el zoroastrismo) aún se conservan.

## sigloXX

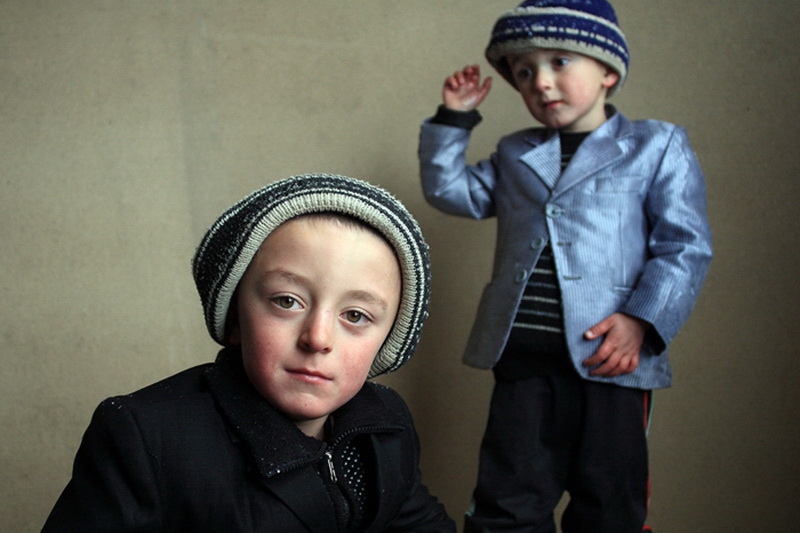
Niños yagnobi.

Hasta el siglo XX, los yaghnobis vivieron su economía natural y algunos todavía lo hacen, ya que el área en la que originalmente habitaban aún está alejada de las carreteras y las líneas eléctricas. El primer contacto con la Unión Soviética en la década de 1930 durante la Gran Purga condujo a muchos yagnobis a ser exiliados, pero tal vez los eventos más traumáticos fueron el reasentamiento forzoso en 1957 y 1970, desde las montañas Yaghnob hasta las tierras bajas semidesérticas de Tayikistán.
En la década de 1970, los helicópteros del Ejército Rojo fueron enviados a los valles para evacuar a la población. Muchos yagnobis fueron obligados a trabajar en plantaciones de algodón en las llanuras.
A partir de 1983, las familias comenzaron a regresar al Valle Yaghnob. La mayoría de los que permanecen en las llanuras han tendio a ser asimilados por los tayikos,